# 跳進來
《跳進來》是臺灣歌手張惠妹的一首歌曲，收錄在其第十七張專輯《偏執面》之中，作為專輯的第一主打歌曲由台灣環球音樂在2014年7月2日發行，音樂錄影帶則於2014年7月28日釋出。同時，此首歌曲亦是《浴血任務3》的中文宣傳曲。

## 創作背景
此首歌曲為葛仲珊與張惠妹首次合作，葛仲珊表示曾因壓力太大而花了半年時間創作，去了美國後回台便交出《跳進來》的Demo版，亦表示觀察張惠妹愛聽快歌，且跳舞時喜歡抓頭髮，彷如掉進自己的世界，只花半小時就完成創作。對於音樂要求很高的張惠妹廳完Demo版後，完全沒做任何修改，直接進錄音室進行錄唱，錄音過程還一次完成，當時工作人員聽了這首旋律簡單的歌曲都十分喜歡，為了符合《跳進來》的快節奏曲風，張惠妹還特別請了美國舞蹈老師設計了街舞風格的舞蹈，並推出示范教學影帶，讓喜愛跳舞的歌迷可以跟著一起跳。

## 紀錄與發行

### 紀錄
張惠妹在《跳進來》發行後表示，希望於8月9日的生日時，在各音樂平台達到1000萬次點閱率。為此，台灣方面由KKBOX於當日出動1000萬次會員邀請，並截至當日下午5時共有超過百萬用戶回響；中國方面由天天動聽及网易云音乐分別布達900万笔推播及7000万封私讯，中國雙平台點閱率共計950万余次，綜合其他平台點閱率，超过1200万次。数位合作团队台湾滚石移动表示：「累积24小时回击率约12%，已经突破1200万次，其中台湾歌迷超过1成。」，張惠妹聞訊後則透過經紀人表示：「努力许久的专辑有了很好的回报，会给我更大的信心制作更好的作品」。

### 發行
| 歌曲       | 日期         | 形式     | 發行公司 |
| ---------- | ------------ | -------- | -------- |
| 《跳進來》 | 2014年7月2日 | 數位下載 | 台灣環球 |

## 迴響
此曲發布後，成為台灣夜店熱門曲，張惠妹對此表示：「為了拍攝音樂錄影帶，還特別請美國舞蹈老師編排、敎跳街舞」，而《跳進來》也是專輯《偏執面》發行以來，反應最好的一首快歌，不管男女都會跟著輕快的節奏舞動身體，因此成為夜店期待值最高的人氣新歌曲，同時也掀起臺灣民眾的學舞潮。